# Сопотот
Сопотот или Сопота̀ е село в Южна България. То се намира в община Рудозем, област Смолян.

## География
Село Сопотот се намира в планински район. Разположено е на 25 километра от областния град Смолян и на 30 километра от курорта Пампорово. През селото минава Чепинска река, която се влива в река Арда. През него минава и пътя за Ксанти. Селото е разположено в подножието на планините. Смесеният тип на горите (иглолистни и широколистни) създават благоприятни условия за дивеча диворастящи плодове и гъби. Срещат се зайци, елени, сърни, глигани, лисици, белки, орли, бухали, костенурки, катерици и други.

## История
Старото име на селото е Пискюнли.

## Религии
Основната религия, която се изповядва, е ислям.

## Културни и природни забележителности
В близост до селото, по посока към град Рудозем или по-точно село Рибница, се намира крепостта Козник, наричана Кичика, Кечика, Кечикая или Рим папа. Историите за нея са доста на брой. До нея има създадена екопътека, а самата местност е много атрактивна. От височината на Козник се виждат няколко села (Сопотот, Рибница,Грамаде и малка част от с. Оглед) и гр. Рудозем.

## Редовни събития
„Курбан Байрям“ и „Рамазан Байрям“.